# Hervé Faget
Hervé Faget (30 giugno 1965) è un ex schermidore francese, vincitore di una medaglia d'oro ed una d'argento ai campionati mondiali di scherma.

## Palmarès
In carriera ha conseguito i seguenti risultati:
- Mondiali di scherma

Budapest 1991: argento nella spada a squadre.
Atene 1994: oro nella spada a squadre.
- Giochi del Mediterraneo

Atene 1991: oro nella spada individuale.